# Нови Зеланд
Нови Зеланд (енгл. New Zealand, изговор: ; маор. Aotearoa, изговор: ) је острвска држава у југозападном делу Тихог океана у Океанији. Састоји се од два велика острва ‒ Северног и Јужног ‒ као и већег броја мањих острва. Званично име државе на маорском је Аотеароа, што се често преводи као „Земља дугог белог облака“. Нови Зеланд је географски најизолованија држава на свету. Најближи сусед, Аустралија, удаљена је 1.500 km северозападно од главних острва, преко Тасмановог мора. Једина значајнија копнена маса ка југу је Антарктик, ка северу су Нова Каледонија, Фиџи и Тонга.
Због своје изолованости Нови Зеланд је једно од последње насељених места на планети. Током ове изолације развијен је карактеристичан диверзитет флоре и фауне. Најзначајнији је велики број јединствених птица, од којих су многе изумрле доласком људи и сисара. Са умереном морском климом, земљиште је углавном покривено шумом. Разноврсну топографију земље чине и оштри планински врхови који су резултат тектонског померања тихоокеанске и индо-аустралијске плоче.
Полинежани су населили територију данашњег Новог Зеланда између 1250. и 1300. године, притом развивши карактеристичну Маори културу. Први контакт Европљана је био 1642. када је до обала допловио Абел Тасман. Појава кромпира и мускета је довела до преокрета у маорском начину живота, и као последица наступили су међуплеменски Мускетни ратови. Британска империја и Маори су 1840. потписали Уговор из Вајтангија којим је Нови Зеланд посао британска колонија, а Маори су добили заштиту од надолазећих француских колонизатора и самовоље колонијалних компанија. Уследио је прилив великог број имиграната из Европе што је довело до бројних сукоба и напослетку Новозеландских ратова, после којих је дошло до масовне конфискације маорске имовине. Економске кризе су пратили периоди политичке реформе, жене су добиле пуно право гласа током деведесетих година 19. века, а од тридесетих година 20. века формирана је социјална држава благостања. Након Другог светског рата, Нови Зеланд се прикључио АНЗУС пакту заједно са САД и Аустралијом, али је уговор касније суспендован од стране САД када је Нови Зеланд прогласио своју територију за слободну зону од нуклеарне енергије и обновљен је тек 2010. Нови Зеланд је део договора УКУСА о дељењу обавештајних података између држава англосфере — Уједињеног Краљевства, САД, Канаде и Аустралије. Током педесетих година 20. века животни стандард је био међу највишима на свету али је седамдесетих година наступила рецесија која је додатно погоршана стањем на тржишту нафте и уласком Велике Британије у ЕЕЗ. Током осамдесетих година извршене су бројне економске реформе познате под називом Rogernomics по Роџеру Дагласу, министру финансија, када је укинута политика протекционизма и уведена слободна трговина. Тржишта за пољопривредне производе са Новог Зеланда су умногоме промењена након седамдесетих, па је некада најпопуларнији извозни производ вуна, замењена млечним и месним производима а у скорије време и вином.
Већина Новозеланђана је европског порекла. Највећа мањинска група су домороци Маори, а осим њих бројни су досељеници из Азије и других држава Полинезије. Енглески је најдоминантнији језик, док маорски и новозеландски знаковни језик имају статус званичног језика. Културу Новог Зеланда углавном чине елементи маорске и културе раних британских досељеника. У раном периоду европског досељавања сликарску уметност су углавном чинили пејзажи и у мањој мери портрети Маора. У скорије време су популаризоване класичне маорске уметности попут дубореза, плетења и тетоважа. Многи уметници данас комбинују елементе маорских и западних техника у стварању јединствених форми. Култура Новог Зеланда је додатно проширена глобализацијом и повећаном имиграцијом са острва у Пацифику и из Азије. Разнолик пејзаж Новог Зеланда пружа многе могућности за спољне активности и коришћен је као позадина низа високобуџетних филмова.
Нови Зеланд се састоји од 11 региона, 67 територијалних управа у сврху локалне самоуправе али уз мање овлашћења од некадашњих провинција. На националном нивоу власт врши кабинет министара, предвођен премијером. Шеф државе је краљ Чарлс III кога представља генерални гувернер. Краљевство Нови Зеланд чине још и Токелау (зависна територија), Кукова острва и Нијуе (самоуправне територије у слободној асоцијацији) и Росова територија (територијална претензија Новог Зеланда на Антарктик). Нови Зеланд је чланица међународних организација ОУН, АПЕК, Комонвелт нација, ОЕСР, ФПО и СТО.

## Етимологија
Маори данас Нови Зеланд називају Аотеароа (што се преводи као „земља дугог белог облака“), а овај назив је у употреби и у новозеландској варијанти енглеског језика. Овај назив потиче од једног назива за Северно острво на маорском. Непознато је да ли су Маори имали назив за територију целе државе пре доласка Европљана. Абел Тасман је 1642. приметио обалу Новог Зеланда и ову земљу назвао Staten Landt, уверен да је у питању део истоименог јужног дела Јужне Америке. Холандски картографи су променили име ове земље у Nova Zeelandia 1645. године, по провинцији Зеланд. Британски истраживач Џејмс Кук који га је први опловио, је прилагодио овај назив енглеском језику и назвао га New Zealand, што је име које се и данас користи.
Маори су имали више назива за ова два острва, укључујући Te Ika-a-Māui (риба Мауија) за Северно и Te Wai Pounamu (вода зеленог камена) и Te Waka o Aoraki (кану Аоракија) за Јужно острво. На првобитним европским мапама Јужним острвом је називано мало острво Стјуарт а садашње Јужно острво је називано Средњим острвом. Садашња подела потиче из 1830. године а од 1907. је стандардна. Географски савет Новог Зеланда је 2009. године открио да имена острва никада нису озваничена. Називи су озваничени 2013, а истовремено су дати и називи на маорском језику - Te Ika-a-Māui за Северно острво и Te Waipounamu за Јужно острво.

## Географија

### Геологија и рељеф
Нови Зеланд чине два главна и већи број мањих острва, која се налазе близу центра Водене хемисфере (насупрот Копнене чији је центар у Француској). Северно и Јужно острво раздваја Куков пролаз, широк 22 km на најужој тачки. Осим ова два острва, пет највећих насељених острва су Острво Стјуарт, Чатам, Острво Велики гребен (у заливу Хаураки), Острво Дурвил (у Марлборо мореузу) и Острво Вајхеке (22 km од Окланда)..
Нови Зеланд је дугачак (преко 1600 km дуж северо-североисточне осе) и узак (на најширем делу 400 km између обала) са приближно 15.134 km обале и укупном површином од 268.021 km. Због удаљених острва и дуге обале, држава је богата морским ресурсима. Ексклузивна економска зона је једна од највећих на свету и више од 15 пута је већа од површине самог Новог Зеланда.
Јужно острво је највећа копнена маса Новог Зеланда, и подељена је уздужно Јужним Алпима.На њима се налази више од 18 врхова висине преко 3.000 m, од којих је највиши Маунт Кук са 3.754 метра што је и највиши врх на целом Новом Зеланду. У подножју Јужних Алпа налази се област Фјордленд са дубоким фјордовима, од којих је најпознатији Милфорд Саунд. Северно острво има мање планинских венаца али има велики број вулкана. Најактивнија је вулканска зона Таупо око које је формирана вулканска висија коју обележава највиши врх Северног острва, Маунт Руапеху (2,797 m). На овој висији налази се и највеће језеро на Новом Зеланду, Таупо које се налази у калдери једног од највећих супервулкана.
Разноврсност топографије, а вероватно и појаву као копна, Нови Зеланд дугује тектонском померању тихоокеанске и индо-аустралијске плоче. Нови Зеланд је део Зеландије, микроконтинента величине половине Аустралије, који је постепено потапан након одвајања од Гондване. Пре 25 милиона година започела је орогенеза „Кајокура“. Доказ овога данас је видљив на Јужним Алпима који су настали у склопу континенталне колизије дуж Алпског раседа. У другим деловима граница плоча је обележена субдукцијом једне плоче испод друге што је произвело Пујсегуров ров на југу, ров Хикуранги на истоку и ровове Кермадеков и Тонга на северу.

### Клима
Нови Зеланд има благу и умерену морску климу са средњим годишњим температурама од 10 °C на југу до 16 °C на северу. Историјски максимум је забележен у месту Рангиора и износио је 42,4 °C а историјски минимум је забележен у месту Ренфарли и износио је −25,6 °C. Клима се разликује између региона, па је тако на западној обали Јужног острва заступљена изузетно влажна клима, у централним деловима влада семиаридна клима а на самом северу суптропска клима. Од седам највећих градова, Крајстчерч је најсувљи са око 640 мм падавина годишње, а са око дупло више највлажнији је Окланд. Окланд, Велингтон и Крајстчерч имају преко 2.000 сунчаних сати годишње. Јужни и југозападни делови Јужног острва имају хладнију и облачнију климу са око 1.400 до 1.600 сунчаних сати; северни и североисточни делови Јужног острва су најсунчанији делови и имају у просеку 2.400 до 2.500 сунчаних сати.

### Флора и фауна
Географска изолација Новог Зеланда од преко 80 милиона година и острвска биогеографија је одговорна за ендемичност врста флоре и фауне Новог Зеланда. Они су настали или еволуцијом живог света Гондване или преко врста које су успеле да дођу до удаљених обала Новог Зеланда преко ваздуха или мора. Од свих васкуларних биљака, 82% су ендемске врсте и чини их 1.944 врсте у 65 родова и у једној породици. Велике површине острва су под шумама подокарпа и јужне букве. Подокарп је врста зимзеленог дрвета – голосеменице и формира шуме углавном у северним деловима Новог Зеланда. На крајњем северу Северног острва у овим шумама расте каури – џиновско дрво које нарасте до 50 м у висину. Шуме јужне букве су заступљене у јужнијим пределима острва. За Северно острво су карактеристична папратишта и шикаре. У њима расте већи број папрати (сребрнасте, дрвене итд) и разног жбунастог растиња. На Јужном острву су велике планинске површине под пашњацима и ниским жбуновима.
Пре доласка људи око 80% површине Новог Зеланда је било покривено шумом, практично цела територија осим планинских врхова, мочвара, неплодног земљишта и вулканских подручја. Након доласка људи долази до масовне дефорестације, посебно од пожара насталих након полинежанског насељавања. Остатак шума су искрчили Европљани створивши оранице, тако да данас површина покривена шумом износи 23%.
Шумама су доминирале птице а у недостатку сисара, неке од врста попут кивија, какапоа и такахеа су еволуирале у нелетачице. Доласком људи долази и до појаве пацова, творова, разних других глодара и сисара што је довело до изумирања бројних врста, укључујући и велике птице као што су моа и хастов орао.
Друге ендемске врсте чине рептили (туатаре, скинкови и гекони), жабе (укључујући 4 врсте најстаријих и најпримитивнијих жаба на свету, рода Leiopelma а то су хамилтонова, арчијева, хохштетерова и маудска жаба), пауци (катипо), инсекти (вета) и пужеви. Одређене врсте попут птица царића и гмизаваца туатара су толико јединствене да се сматрају за живе фосиле. Једини доказ о постојању сисара на Новом Зеланду су три врсте слепих мишева (једна изумрла а једна од две преостале је Chalinolobus tuberculatus) и фосил малог сисара величине миша који је пронађен 2006. и процењен на 16 милиона година старости. Морски сисари су бројни, половина врста китова, делфина и плискавица као и фока живи у водама Новог Зеланда. Такође уз обалу се може видети велики број морских птица, од чега је трећина ендемских врста. На Новом Зеланду се налази највећи број врста пингвина, укључујући ендемске врсте жутооког пингвина, малог пингвина, снерског пингвина и фјордландског пингвина, од свих држава на свету.
Од доласка људи близу половине ендемских врста је изумрло, укључујући 51 врсту птица (нпр. хуија), 3 врсте жаба, 3 врсте речних риба, 4 врсте биљака и 1 врсту слепог миша. Преостале врсте су угрожене и њихово станиште је значајно смањено. Ипак на Новом Зеланду су настале неке од успешнијих метода очувања угрожених врста попут заштићених острва, борбе против штеточина, премештања живог света, удомљавања као и еколошке обнове острва и других одабраних области.

### Национални паркови
На Новом Зеланду постоји четрнаест националних паркова:
| Национални паркови Новог Зеланда     |         |             |       |
| Име                                  | Основан | Величина () | Слика |
| ------------------------------------ | ------- | ----------- | ----- |
| Национални парк Те Уревера           | 1954.   | 2127        |       |
| Национални парк Тонгариро            | 1887.   | 796         |       |
| Национални парк Вангануи             | 1986.   | 742         |       |
| Национални парк Егмонт               | 1900.   | 335         |       |
| Национални парк Кахуранги            | 1996.   | 4520        |       |
| Национални парк Абел Тасман          | 1942.   | 225         |       |
| Национални парк Нелсон Лејкс         | 1956.   | 1018        |       |
| Национални парк Папароа              | 1987.   | 306         |       |
| Национални парк Артурс Пас           | 1929.   | 1144        |       |
| Национални парк Вестленд Таи Поутини | 1960.   | 1175        |       |
| Национални парк Аораки/Маунт Кук     | 1953.   | 707         |       |
| Национални парк Маунт Аспајаринг     | 1964.   | 3555        |       |
| Национални парк Фјордланд            | 1952.   | 12519       |       |
| Национални парк Ракијура             | 2002.   | 1500        |       |

## Историја
Нови Зеланд је једно од последњих насељених копна на Земљи. Радиоугљенично датирање, дефорестација и маорски митохондријски геном сугеришу да је Нови Зеланд први пут насељен од стране источних Полинежана између 1250. и 1300. након серија дугих путовања преко острва у јужном Пацифику. Током наредних векова ти досељеници су развили засебну културу данас познату под називом Маори. Становништво је подељено на иви (племена) и хапу (подплемена), која су имала разнолике односе, од међусобне сарадње до сукоба. Група Маора је у једном тренутку населила Чатамска острва (која су назвали Рекоху, данас Варекаури), на самом југу, где су развили сопствену културу која се зове Мориори. Популација Мориори је била десеткована између 1835. и 1862, углавном због маорске инвазије и поробљавања, уз болести које су донели Европљани. До 1862. преживео је свега 101 припадник овог племена а последњи пунокрвни Мориори је умро 1933. Данас се око 1.000 становника Новог Зеланда изјашњава као Мориори.
Први Европљани који су дошли до Новог Зеланда били су Холанђанин Абел Тасман и његова посада који су допловили до Новог Зеланда 1642. Сусрет са домородачким становништвом је био непријатељски, четири члана посаде су убијена а један Маор је погођен из топа. Европљани нису поново долазили на Нови Зеланд све до 1769. када је британски истраживач Џејмс Кук опловио и мапирао целу обалу. Након Кука, Нови Зеланд су посећивали бројни бродови који су се бавили ловом на китове и фоке као и трговачки бродови. Трговали су храном, оруђем, оружјем и другом робом у замену за дрво, храну и воду. Појава кромпира и мускета су значајно изменили маорску пољопривреду и ратништво. Кромпири су обезбедили довољну количину хране, што је омогућило дуже и одрживије војне акције. Као последица наступили су међуплеменски Мускетни ратови, више од 600 битака између 1801. и 1840. у којима је убијено 30-40.000 Маора. Од почетка 19. века хришћански мисионари су почели да насељавају Нови Зеланд и као резултат њиховог рада већина маорског становништва је прихватила хришћанство.Маорско становништво је током 19. века спало на око 40% броја пре контакта са Европљанима, а главни фактор су биле нове болести док су сукоби са Европљанима били веома ретки.
Британска влада је 1832. поставила Џејмса Басбија за намесника на Новом Зеланду а 1835, након најаве Француске да жели да колонизује Нови Зеланд, лабава конфедерација под називом Уједињена племена Новог Зеланда је дала проглас о независности и обратила се британском краљу Вилијаму IV са молбом за заштиту. Немири који су уследили и праве нејасноће о карактеру ове декларације о независности су приморали британско Министарство колонија да пошаље капетана Вилијама Хобсона да успостави суверенитет британске круне и да испреговара договор са Маорима. У Заливу острва је 6. фебруара 1840. потписан Уговор из Вајтангија, један од најзначајнијих докумената из историје Новог Зеланда. Као одговор на покушај колонијалних компанија да оснују независну насеобину у Велингтону и покушаја колонизације од стране Француза у Акарои Хобсон је 21. маја 1840. прогласио британски суверенитет на територији целог Новог Зеланда. Након потписивања уговора и проглашења суверенитета, број имиграната, углавном из Уједињеног Краљевства се повећава.
Нови Зеланд је у првом периоду био део колоније Нови Јужни Велс, али убрзо 1841. године постаје засебна крунска колонија. Аутономију добија 1852. године а први сазив парламента је заседао 1854. године. Добија пуну аутономију по практично свим унутрашњим питањима 1856. године. Постојало је страховање да би Јужно острво могло да оформи засебну колонију, па је премијер Алфред Домет донео одлуку да пресели главни град из Окланда (који је био главни град од 1841. а пре тога свега годину дана то је био Расел, данашњи Окијато) на локацију у Куковом пролазу. Одабран је Велингтон због луке и централне позиције а прва седница парламента у новом главном граду била је 1865. године. Како је растао број имиграната долазило је до сукоба око земље што је довело до Новозеландских ратова током 1860-их и 1870-их и конфискације маорских поседа. Нови Зеланд је постао прва земља која је дала право гласа женама а 1894. је донет један од првих закона о обавезној арбитражи између послодаваца и синдиката.
Нови Зеланд се прогласио за доминион Британске империје 1907. године а пуну независност у виду крунске земље Комонвелта добио је Вестминстерским статутом који је донет 1931, а службено прихваћен 1947. године. Нови Зеланд је учествовао у светским дешавањима као савезник Британске империје током Првог и Другог светског рата а био је погођен и Великом кризом Криза је довела до избора прве лабуристичке владе и успостављања државе благостања и протекционистичке привреде. Након Другог светског рата Нови Зеланд улази у период растућег економског успеха а маорско становништво почиње да напушта села и да се сели у градове у потрази за послом. Долази до развоја маорског протестног покрета који критикује евроцентризам и ради на већем признању маорске културе и Уговора из Вајтангија. Вајтанги трибунал је успостављен 1975. да би се бавио кршењем Уговора а од 1985. има мандат да се бави и историјским притужбама. Влада је постигла договор о накнади за кршење Уговора са многим племенима али током 2000-их долази до неспоразума око власништва над приморском зоном у зони плиме и осеке и океанског дна у склопу Новог Зеланда јер Маори захтевају да овај простор од важности за рибарство припада њима.

## Становништво
Нови Зеланд има око 4,4 милиона житеља. Нови Зеланд је већим делом урбана земља, са 72 процента становништва у једној од 16 градских зона, и 53 процента у једном од четири највећа града Окланду, Крајстчерчу, Велингтону и Хамилтону. Градови Новог Зеланда су често високо рангирани у истраживањима о квалитету живота. Окланд се, по истраживању консултантске куће Мерсер за 2010. годину, налази на четвртом месту по квалитету живота и стандарту а Велингтон на дванаестом месту.
Очекивана животна доб на Новом Зеланду 2008. је била 82,4 године за жене и 78,4 за мушкарце. Очекивана животна доб при рођењу ће по предвиђању бити повећана на 85 година до 2050. године а морталитет новорођенчади ће опасти. Очекује се да 2050. године Нови Зеланд достигне 5,3 милиона становника а да просечна старост буде повећана са 36 на 43 године, и да проценат старијих од 60 година буде повећан са 18 на 29%.

### Етничка припадност и имиграција
На попису 2006. године, 67,6% становништва се изјаснило као Европљани а 14,6% као Маори. Друге важније етничке групе су Азијати (9,2%) и Пацифички народи (6,9%) док се 11,1% изјаснило као Новозеланђани а 1% је припадало некој другој етничкој групи. Резултати су доста различити у односу на ранији период, на попису 1961. 92% се изјаснило као Европљани а 7% као Маори, док су азијске и пацифичке мањине чиниле преосталих 1%. Иако је званичан термин за становника Новог Зеланда „Новозеланђанин“ (енгл. New Zealander) неформално се користи израз „Киви“, како међународно, тако и од стране локалаца. Маорска реч Pākehā означава Новозеланђане европског порекла, мада ова реч није прихваћена од стране свих, а неки Маори је користе за све неполинежане на Новом Зеланду.
Маори су били први људи на Новом Зеланду, а за њима су уследили први европски досељеници. Након периода колонизације имигранти су били углавном из Британије, Ирске и Аустралије, због рестриктивне политике сличне политици Беле Аустралије. Укупно је 23% становника Новог Зеланда рођена у другој држави и већина њих живи у региону Окланда. Већина је дошла из Уједињеног Краљевства и Ирске (29%) убрзано се повећава број имиграната из Источне Азије, понајвише из Кине али и из Кореје, Тајвана, Јапана и Хонгконга. Број страних студената је тако повећан након 1990-их и у 2002. години 20.000 њих је студирало на високошколским установама Новог Зеланда.

### Језик
Енглески је доминантан језик, и њиме се служи 98% становништва. Новозеландска варијанта енглеског је најсличнија аустралијској варијанти енглеског језика и странцима је тешко да разликују ова два акцента. Најпрепознатљивија одлика новозеландског енглеског је промена кратких предњих вокала - тврдо „и“ које звучи као глас шва (као нпр. „а“ у речи about), кратко „е“ које звучи као кратко „и“ и кратко „а“ које звучи као стандардно кратко „е“. Стога странцима речи „bad“, „dead“, „fish“ и „chips“ звуче као „bed“, „did“, „fush“ и „chups“.
Након Другог светског рата Маори су обесхрабривани да користе свој језик у школама и на радним местима и он је као језик заједнице опстајао само у забаченим крајевима. У скорије време наступио је процес ревитализације, маорски је проглашен за званични језик 1987. и говори га 4,1% становника. Данас постоје школе на маорском као и два канала Маорске телевизије. Многа места имају двоструке називе, на маорском и енглеском. Према подацима са почетка 21. века маорски у свакодневном животу као матерњи језик говори око 30.000 људи (4,2% од укупног новозеландског становништва), а 150.000 га повремено говори те га разуме. После енглеског и маорског најраспрострањенији је самоански који са по више од 40.000 људи прате француски, хинди, јуе и северни кинески. Новозеландски знаковни језик користи око 28.000 људи и постао је званичан језик 2006. године.

### Образовање и вероисповест
Основно и средње образовање је обавезно за децу до 6 до 16 година, док већина у школу креће са 5 година. Постоји 13 разреда а јавне школе су бесплатне. Нови Зеланд има стопу писмености одраслих од 99%, док половина становништва од 15 до 29 година има неки вид вишег образовања. Постоји пет типова високошколских установа, универзитети, колеџи, политехничке школе, специјалистички колеџи и „вананге“ (маорски универзитети) као и приватне високошколске образовне установе. Факултетску диплому има 14,2% становништва, 30,4% има неку врсту вишег образовања а 22,4 процента нема никакво звање.
Хришћанство је главна религија на Новом Зеланду. према попису 2006. 55,6% становништва се изјаснило као хришћани, 34,7% се изјаснило да нема вероисповест а око 4 процента се изјаснило према некој другој религији. Главни хришћанске деноминације су англиканизам, католицизам, презбитеријанизам и методизам. Такође постоји значајан број пентекосталаца, баптиста и припадника Цркве Исуса Христа светаца последњих дана као и мароске цркве „Ратана“. Мањинске вероисповести по попису су хиндуизам, будизам и ислам.

## Привреда
Нови Зеланд има савремену, просперитетну развијену тржишну привреду са бруто друштвеним производом (паритет куповне моћи) процењеним на око 28.250 америчких долара по особи. Валута на Новом Зеланду зове се новозеландски долар или често неформално као киви долар. Уз локалне кованице користи се и на Куковим острвима, Нијуеу, Токелауу и на Острвима Питкерн. Нови Зеланд се налази на петом месту извештаја УН о Индексу хуманог развоја за 2011. годину.
Током историје сировинска индустрија је имала важну позицију у привреди Новог Зеланда, укључујући лов на фоке, китоловство, новозеландски лан, злато, каури гуму и дрвну грађу. Са развојем хладњача током 1880-их месо и млечни производи су извожени у Британију, што је био основ за јак економски развој Новог Зеланда. Велика потражња за пољопривредним производима у Уједињеном Краљевству и у САД је омогућила да животни стандард на Новом Зеланду буде виши него у Аустралији и Западној Европи током 1950-их и 1960-их. Када је Уједињено Краљевство приступило Европској заједници новозеландско извозно тржиште се смањило, што је заједно са нафтном кризом 1973. године и енергетском кризом 1979. довело до економске депресије. Животни стандард је опао у односу на Аустралију и државе западне Европе а 1982. године су лични приходи Новозеланђана били најнижи од свих развијених земаља за које је Група Светске банке радила процену. Након1984. бројне владе су спроводиле структурне макроекономске реформе (познате као енгл. Rogernomics и енгл. Ruthanasia) када је протекционистичка привреда замењена либералном слободном привредом.
Незапосленост је била највиша 1991. и 1992. када је била изнад 10%, као резултат слома берзе 1987. године, али је до 2007. године дошло до пуног опоравка када је незапосленост износила 3,4 процента (што је Нови Зеланд поставило на пето место од двадесет и седам рангираних држава у склопу истраживања ОЕСР). Ипак светска економска криза која је уследила је довела до рецесије у пет узастопних квартала што је најдужа економска депресија за 30 година и незапосленост је порасла на 7% током 2009. године. Незапосленост међу младима је у јуну 2011. износила 17,4 процента. Од 1970-их до данас Нови Зеланд се суочава са проблемом „одлива мозгова“. Око четвртине високо квалификованих радника живи у иностранству, углавном у Аустралији и Британији, што је највиша стопа међу развијеним државама. Ипак постоји и супротан процес „прилива мозгова“ кроз имиграцију стручњака из Европе и мање развијених држава.

### Рударство
Пре доласка Европљана Маори су се бавили вађењем аргилита. Нови Зеланд је богат налазиштима угља, сребра, руде гвожђа, кречњака и злата. У свету је рангиран на 22. месту по производњи руде гвожђа и 29. по производњи злата. Укупна вредност производених руда на Новом Зеланду 2006. износила је 1,5 милијарди долара (не рачунајући нафту и гас). Најважније руде метала су злато (10.62 тона), сребро (27.2 тоне) и титаномагнетит гвозденог песка (2,15 милиона тона). У извештају из 2008. процењује се да су неискоришћени ресурси од само седам основних руда (укључујући злато, бакар, гвожђе и молибден) вредни око 140 милијарди долара. Рударство је једна од значајнијих грана новозеландске привреде. Према процени из 2010. године око 4000 хектара, или 0,016% територије Новог Зеланда је покривена рудницима, углавном каменоломима.

### Инфраструктура
Снабдевање енергијом потиче од нафте, гаса и угља (69%) и из обновљивих извора енергије, првенствено хидро и геотермалних електрана. Саобраћајна мрежа Новог Зеланда се састоји од 93.805 km путева вредних 23 милијарде долара, и 4.128 km железничке пруге. Већина градова је повезана аутобуским линијама али је доминантан вид превоза приватни аутомобил. Железнице су приватизоване 1993. године али су поново враћене под окриље државе 2008. године. Пруга се протеже целом дужином државе али данас служи углавном за теретни а не путнички транспорт. Већина страних посетилаца долази авионом, преко неког од седам међународних аеродрома (везе са другим државама осим Аустралије и Фиџија имају аеродроми у Окланду и Крајстчерчу). Национална авио-компанија је Ер Нови Зеланд. Пошта Новог Зеланда је имала монопол на телекомуникације до 1989. када је формирана компанија „Телеком Нови Зеланд“ која је приватизована 1990. године. Телеком у свом власништву има већину телекомуникационе инфраструктуре али је повећана конкуренција других провајдера.

### Трговина
Привреда Новог Зеланда веома зависи од међународне трговине, посебно у области пољопривредних производа. Извоз чини високих 24 процента производње, због чега је Нови Зеланд осетљив на међународне цене робе и на глобалне економске рецесије. Главне извозне гране су пољопривреда, цвећарство, риболов, шумарство и рударство који чине око половине извоза. Главни извозни партнери су Аустралија, САД, Јапан, Кина и Уједињено Краљевство. Од 7. априла 2008. Нови Зеланд и Кина су потписници уговора о слободној трговини. Услужни сектор је најјача грана у привреди Новог Зеланда а за њим следе производња и грађевинарство, а затим пољопривреда и вађење сировина. Туризам игра важну улогу у новозеландској привреди, у 2010. је допринео 15 милијарди долара новозеландском БДП и у овој области је запослено 9,6% радне снаге. Број страних туриста се током 2010. повећао 3,1% и очекује се да ће до 2015. бележити годишњи раст 2,5%.
Током 19. века вуна је била главни извозни артикал Новог Зеланда. Све до 1960-их вуна је чинила трећину извоза, али је од тада њена цена у сталном паду у односу на друге робе и више није исплатива за многе пољопривреднике. Насупрот томе млекарска индустрија је у сталном порасту, број крава је дуплиран у периоду између 1990. и 2007. чиме је ова грана доспела на прво место по извозној заради. Млечни производи су 2009. износили 21% (9,1 милијарда долара) укупног робног извоза, а највећа компанија на Новом Зеланду, Фонтера, контролише трећину међународне трговине млечним производима. Други пољопривредни извозни производи су месо са 13,2 процента, вуна са 6,3 процента, воће са 3,5% и риба са 3,3 процента. Број винарија је такође удвостручен, што је довело до тога да вино 2007. године престигне вуну у извозу.

## Политика

### Влада
Нови Зеланд је уставна монархија и парламентарна демократија, иако нема кодификован устав. Шеф државе је краљ Новог Зеланда Чарлс III. Краља представља генерални гувернер Новог Зеланда, кога поставља на предлог премијера Новог Зеланда. Генерални гувернер може да спроводи крунске прерогативе (као што је разматрање случајева неправде или постављање кабинетских министара, амбасадора и других кључних јавних функционера)
Парламент Новог Зеланда је законодавно тело и чине га суверен (представља га генерални гувернер) и Представнички дом. Раније је постојао и горњи дом Законодавни савет али је укинут 1950. године. Превласт Представничког дома над сувереном је настала у Енглеској по Повељи о правима из 1689. који је Нови Зеланд ратификовао као закон. Представнички дом је демократски изабрано тело, а владу формира странка или коалиција са највише места. Може бити формирана и мањинска влада уколико се обезбеди подршка за гласања о поверењу влади и буџету. Генерални гувернер поставља министре по савету премијера, који је такође вођа посланичке групе која чини власт. Кабинет, који чине министри које предводи премијер, највише је извршно тело које доноси најважније одлуке и ствара државну политику. По конвенцији, чланови Кабинета су везани колективном одговорношћу за одлуке које доноси кабинет.
Судије и судски службеници се именују неполитички и под строгим правилима о доживотном мандату која помажу у одржавању уставне независности судске власти. Ово теоријски омогућава правосуђу да тумачи право искључиво по законима које је донео парламент без било каквог другог утицаја на њихове одлуке. Судски комитет Државног савета у Лондону је био врховни суд све до 2004. године када је формиран Врховни суд Новог Зеланда. Правосудни систем, којим руководи главни судија (енгл. Chief Justice), чине Апелациони суд, Високи суд и подређени судови.
Готово сви избори од 1853. до 1996. су одржани по већинском систему (странка са већином гласова побеђује, није потребна апсолутна већина). Од 1930. политичком сценом доминирају две странке, Национална и Лабуристичка. Од 1996. у употреби је пропорционални изборни систем који се зове персонализовани пропорционални систем (енгл. Mixed-member proportional representation). По овом систему свако има два гласа, један за посланика за седамдесет изборних јединица (седам је резервисано за Маоре), а други за странку као листу. Преосталих 50 посланика се бира управо са листе, уз неопходност да партија освоји макар једну изборну јединицу или да пређе цензус од пет посто као листа да би имала право да уђе у парламент. Између марта 2005. и 2006. Нови Зеланд је био једина држава на свету у којој су све највише функције (шефа државе, генералног гувернера, председника владе, председника парламента и председника врховног суда) истовремено држале жене.

### Спољни односи и војска
У раном колонијалном периоду Нови Зеланд је препустио питања трговине и спољне политике британској влади. Током Империјских конференција 1923. и 1926. одлучено је да се Новом Зеланду дозволи склапање међународних уговора, а први такав уговор је био потписан са Јапаном 1928. Без обзира на независност, Нови Зеланд је следио политику Уједињеног Краљевства, нпр. када је проглашен рат против Немачке 3. септембра 1939. када је тадашњи премијер Мајкл Севиџ у односу на Британску империју прогласио „где иде она, идемо и ми; где она стоји, стојимо и ми“.
Нови Зеланд је од 1951. у АНЗУС пакту са САД и Аустралијом. Утицај САД је убрзо почео да бледи због несугласица око Вијетнамског рата, одбијања САД да се прикључе осуди Француске због потапања Гринпис брода „Дугин ратник“ у Окланду, неслагања око трговинских питања и на крају проглашавања Новог Зеланда за слободну зону од нуклеарне енергије што је довело до тога да САД билатерално суспендују пакт све до 2010. године. Нови Зеланд одржава блиске политичке везе са Аустралијом, на снази су споразум о слободној трговини (енгл. Closer Economic Relations) и споразум о слободи кретања (енгл. Trans-Tasman Travel Arrangement) који дозвољава држављанима две државе да посећују, живе и раде у другој без ограничења. Тренутно око 500.000 Новозеланђана живи у Аустралији и око 65.000 Аустралијанаца живи на Новом Зеланду.
Нови Зеланд одржава присутност међу тихоокеанским државама. Велики део хуманитарне и друге помоћи са Новог Зеланда иде управо овим државама, док многи становници ових држава одлазе на Нови Зеланд ради запослења. Трајне миграције су одређене правилима 1970 Samoan Quota Scheme и 2002 Pacific Access Category која дозвољавају да до 1.000 становника Самое и до 750 становника других тихоокеанских држава добије трајно пребивалиште на Новом Зеланду. Програм за сезонске раднике је уведен 2007. године и 2009. је 8.000 острвљана било запослено на тај начин. Нови Зеланд активно учествује у раду организација Форум пацифичких острва, Азијско-тихоокеанска економска сарадња, Асоцијација нација Југоисточне Азије а члан је такође и Уједињених нација, Комонвелта и Организације за економску сарадњу и развој.
Оружане снаге Новог Зеланда (енгл. New Zealand Defence Force) се састоји из гране: Краљевска морнарица Новог Зеланда (енгл. Royal New Zealand Navy), Војска Новог Зеланда (енгл. New Zealand Army) и Краљевска авијација Новог Зеланда (енгл. Royal New Zealand Air Force). Одбрамбене потребе Новог Зеланда су скромне јер су процене да су шансе за спољни напад мале, али је ипак учествовао у светским сукобима од којих је најзначајније учешће у Галипољској операцији, бици за Крит, другој бици код Ел Аламејна, бици за Монте Касино. Галипољска операција је била од изузетне важности за изградњу националног идентитета и јачање АНЗАК (енгл. Australian and New Zealand Army Corps) традиције. У Првом светском рату је погинуло око 18.500 Новозеланђана а 41.000 је рањена од око 103.000 бораца на тадашњу популацију од једног милиона. Нови Зеланд је такође одиграо кључну улогу у јединој бици у Јужној Америци током Другог светског рата, бици код Ла Плате као и у бици за Британију. Током рата САД су имале око 400.000 војника стационираних на Новом Зеланду.
Поред оба светска рата и рата у Вијетнаму, Нови Зеланд је учествовао и у Корејском рату, Другом бурском рату, Побуни у Малаји, Заливском рату и рату у Авганистану. Током рата у Ираку Нови Зеланд је одбио учешће у директном сукобу већ је на годину дана послао тим инжењера да помажу у обнови државе. Нови Зеланд је учествовао и у миротворачким мисијама у Киперу, Сомалији, Босни и Херцеговини, на Синају, Анголи, Камбоџи, на Иранско-ирачкој граници, на Бугенвилу, на Источном Тимору и на Соломонским острвима.

## Административна подела
Рани европски досељеници су Нови Зеланд поделили на провинције са одређеним нивоом аутономије. Због финансијског притиска и жеље да се консолидују железнице, образовање, продаја земље и друге политике власти, власт је централизована и провинције су укинуте 1876. године. Као резултат тога Нови Зеланд нема посебно представљене поднационалне ентитете. Сећање на провинције одржавају регионални празници и спортска ривалства.
Од 1876. године, разне врсте локалних самоуправа су вршиле власт на локалном нивоу по одлукама централне владе. Влада је 1989. из тадашњих 249 општина извршила реорганизацију локалне самоуправе у садашњи систем 11 региона (енгл. Region) којим управљају регионални савети и 67 територијалних управа. Улога регионалних савета је да регулишу „природно окружење са посебним нагласком на управљање ресурсима“, док су територијалне управе надлежне за питања водовода и канализације, локалних путева, издавања грађевинских дозвола и разних локалних питања.
Краљевство Нови Зеланд је једна од 16 крунских земаља Комонвелта и обухвата Нови Зеланд, Токелау (зависна територија), Кукова острва и Нијуе (самоуправне територије у слободној асоцијацији) и Росова територија (територијална претензија Новог Зеланда на Антарктик). Парламент Новог Зеланда не може да доноси законе за Кукова острва и Нијуе, али уз њихов пристанак може да их представља у питањима спољне политике и одбране. Токелау је по дефиницији УН недеколонизована територија и несамоуправна територија (енгл. non-self-governing territory) која користи заставу и химну Новог Зеланда али њом управља савет стараца, са сваког од три атола по један. Росова територија је територијална претензија Новог Зеланда на Антарктик где се налази истраживачка станица Скотова база. Законодавство Новог Зеланда по питањима држављанства третира све земље краљевства једнако уколико су рођени пре 2006. а за оне рођене након те године постоје одређени услови.

## Култура
Рани Маори су адаптирали културу источне Полинезије, у складу са изазовима у вези са већим и разноврснијим окружењем, из чега на крају развијају сопствену специфичну културу. Друштвена организација је била у великој мери комунална са породицама (whanau), под-племенима (hapu) и племенима (iwi) којима је руководио поглавица (rangatira) чија позиција је била предмет сагласности заједнице. Британски и ирски имигранти су донели аспекте своје културе на Нови Зеланд и такође су утицали на маорску културу, посебно увођењем хришћанства. Међутим, Маори и даље сматрају своју лојалност племенским групама као витални део свог идентитета, а маорске родбинске улоге личе на оне из других полинежанских народа. У скорије време америчка, аустралијска, азијска и друге европске културе су извршиле утицај на Новом Зеланду. Немаорске полинежанске културе су такође очигледне, као нпр. фестивал „Пасифика“, највећи полинежански фестивал на свету који се одржава у Окланду.
У великој мери рурални живот у раном Новом Зеланду је допринео томе да Новозеланђани имају углед робусних и вредних мајстора. Тада се очекивала скромност а сви успешни људи су били изложени критици. Нови Зеланд тада није био држава интелектуалаца. Маорска култура је такође сузбијана све до касних 1960-их. Тада је започео процес урбанизације а високо образовање је постало доступно ширем кругу људи. Иако данас већина становништва живи у градовима добар део новозеландске уметности, књижевности, кинематографије и хумора има руралне теме.

### Уметност
Као део оживљавања маорске културе, традиционални занати попут резбарења и ткања су шире распрострањени а маорски уметници су све бројнији и утицајнији. Већина маорских резбарија приказују људске фигуре, углавном са три прста и са главом која је приказана природно и са пуно детаља или гротескно. Шаре на површини се састоје од спирала, бразда засека и рибљих крљушти ради декорације резбарија. Изражена маорска архитектура се састојала од резбарених кућа за састајање (wharenui) које одликују симболичке резбарије и илустрације. Иницијално ове зграде су осмишљене да се стално обнављају, мењају и адаптирају према различитим потребама.
Маори су декорисали бело дрво на зградама, кануима и кенотафима користећи црвену (мешавина окера и ајкулине масти) и црну (од чађи) боју и цртали су слике птица, рептила и друго на зидовима пећина. Маорске тетоваже (moko) су цртане мешавином обојене чађи и гуме а уцртаване су уз помоћ коштаног длета. Прве европске слике и фотографије су приказивале пејзаже, али нису биле осмишљене као уметност већ ради приказивања Новог Зеланда. Портрети Маора су такође били уобичајени а уметници су их приказивали као „племените дивљаке“, егзотичну лепоту или пријатељски настројене староседеоце. Изолација Новог Зеланда је допринела развоју особене локалне уметности. Током 1960-их и 70-их многи уметници су стварали јединствене форме комбинујући маорске и западне технике. Постепено су новозеландска уметност и занат достигли шире међународно признање а посебно су били запажени наступи на Бијеналу у Венецији 2001. и на изложби у Њујорку 2004.
Маорски огртачи су прављени од лана и украшени су црним, црвеним и белим облицима. Од локалног жада се праве минђуше и огрлице, а најпознатији је облик „hei-tiki“, изобличена људска фигура која седи прекрштених ногу са главом помереном у страну. Европљани су донели и свој смисао за моду и до 1950-их већина људи се посебно облачила за друштвене догађаје. Од тада су стандарди облачења промењени и новозеландска мода се оцењује као неформална, практична и без сјаја. Ипак, локална модна индустрија је доживела велики раст од 2000, а извоз је дуплиран и број произвођача је повећан са неколико на око 50 познатих фирми, од којих су неке постале признате и на међународном нивоу.

### Књижевност
Маори су брзо прихватили идеју о записивању као начину дељења идеја, и многе њихове приче и песме су тада записане. Већина раних књига на енглеском је потицала из Британије, и тек 1950-их локални писци добијају на значају. Иако под утицајем глобалних трендова (модернизам) и ситуација (Велика криза) писци су од 1930-их почели да развијају приче које су биле фокусиране на њихове доживљаје на Новом Зеланду. Током овог периода, књижевност се померила из извештачког стила ка више академским тежњама. Учешће у светским ратовима је дало неким од писаца нову перспективу на новозеландску културу а након рата експанзија универзитета је довела до процвата локалне књижевности.

### Забава
Основни музички правци на Новом Зеланду су блуз, џез, кантри, рокенрол и хип хоп са локалним елементима. Маори су развили сопствено појање и песме на основи древних корена из југоисточне Азије које има сетан призвук. Флауте и трубе су коришћене као локални инструменти или за сигнализацију током рата и у посебним приликама. Рани досељеници су донели своју музику, дувачке групе и хорове, а прве музичке турнеје су организоване 1860-их. Групе састављене од гајдаша и перкусиониста, су биле изузетно популарне током раног 20. века. Музичка индустрија је почела да се развија 1940-их а многи новозеландски музичари су остварили успех у Британији и САД. Неки уметници издају песме на маорском језику а музичко-сценска уметност „капа хака“ је поново заживела. Новозеландске музичке награде се додељују сваке године од стране „РИАНЗ-а“ почев од 1965. под називом „Loxene Golden Disc Awards“ у организацији компаније „Рекит и Колман“. „РИАНЗ“ такође објављује званичну топ-листу.
Радио је на Нови Зеланд стигао 1920. године а телевизија 1960. Број новозеландских филмова је посебно порастао 1970-их. Новозеландска филмска комисија је од 1978. почела да помаже локалне филмске ствараоце а многи од филмова су доживели међународни успех. Дерегулација током 1980-их је допринела наглом повећању броја радио и ТВ станица. Новозеландска телевизија углавном емитује емисије америчке и британске производње уз велики број аустралијских и локалних продукција. Пејзажи Новог Зеланда, компактност државе и државни подстицаји су допринели да се неки од високобуџетних филмова попут трилогије Господар прстенова, новозеландског режисера Питера Џексона, снимају на Новом Зеланду. Медијском индустријом Новог Зеланда доминира мањи број компанија, већином у страном власништву уз неколико државних ТВ и радио-станица. Репортери без граница сврставају Нови Зеланд у сам врх у својим годишњим извештајима о слободи медија.

### Спорт на Новом Зеланду
Већина најпопуларнијих спортова на Новом Зеланду су енглеских корена. Рагби је национални спорт. Рагби репрезентација Новог Зеланда ("Ол блекси") била је 3 пута шампион Света. Рагби репрезентација Новог Зеланда је најбољи спортски тим на Свету. Рагби репрезентација Новог Зеланда је победила у 77% одиграних тест мечева. 54% младих људи на Новом Зеланду се баве неким спортом. Највише људи игра голф, нетбол, тенис и крикет, међу млађима најпопуларнији спорт је фудбал док највише посетилаца има рагби. Победничке турнеје у рагбију у Аустралији и Уједињеном Краљевству касних 1880-их и раних 1900их су играле важну улогу у консолидовању националног идентитета, иако је утицај спорта од тада опао. Коњске трке су такође биле популарне и биле су важан део доминантне културе током 1960-их која је позната под називом „рагби, трке и пиво“. Учешће Маора у европским спортовима је посебно приметно у рагбију и у „хака“ плесу који национални тимови изводе пред међународне утакмице.
Новозеландски тимови који имају резултате на међународном нивоу су рагби, рагби лига, нетбол, крикет, и софтбол тимови а на појединачном нивоу резултати су остваривани у триатлону, веслању, једрењу и бициклизму. Однос броја становника и освојених медаља на Олимпијским и Комонвелт играма се сматра за успешан. Популарни су и екстремни спортови, авантуристички туризам и постоји јака традиција планинарења — новозеландски алпиниста и истраживач Едмунд Хилари је заједно са непалским шерпасом Тензингом Норгајем, 29. маја 1953. први успешно освојио највиши врх Монт Еверест. Поред тога спољне активности попут бициклизма, пецања, пливања, трчања, трампинга (активност популарна на Новом Зеланду која се састоји у камповању у унутрашњости), кануинга, лова и спортова на снегу су такође популарне. Трке „waka ama“ у аутригер кануима полинезијског порекла су такође све популарније и данас је то међународни спорт, са такмичењима у целом тихоокеанском региону.

## Празници
Државни празници на Новом Зеланду су:
| Празник           | Дан                         |
| ----------------- | --------------------------- |
| Нова Година       | 1. и 2. јануар              |
| Вајтанги дан      | 6. фебруар                  |
| Велики петак      | последњи петак пред Ускрс   |
| Ускрс             | према црквеном календару    |
| Ускрсни понедељак | први понедељак после Ускрса |
| Дан АНЗАК-а       | 25. април                   |
| Рођендан краљице  | први понедељак у јуну       |
| Дан рада          | 4. понедељак у октобру      |
| Божић             | 25. децембар                |
| Дан поклона       | 26. децембар                |